# Laykyun Setkyar
Koordinaten: 22° 4′ 49,1″ N, 95° 17′ 21,5″ O
Laykyun Setkyar (birmanisch လေးကျွန်းစကြာ; BGN/PCGN: legyunzagya) ist eine 116 Meter hohe Kolossalstatue, die einen stehenden Buddha darstellt. 
Sie steht auf dem Po-Khaung-Hügel beim Dorf Khatakan Taung in der Nähe der Provinzstadt Monywa in der Sagaing-Region in Myanmar und ist gegenwärtig die zweithöchste Statue der Welt. Sie steht auf einem 13,4 Meter hohen Sockel, was zu einer Gesamthöhe des Monuments von 129 Metern führt. Der Bau der Statue begann im Jahr 1996 und wurde im Februar 2008 beendet.

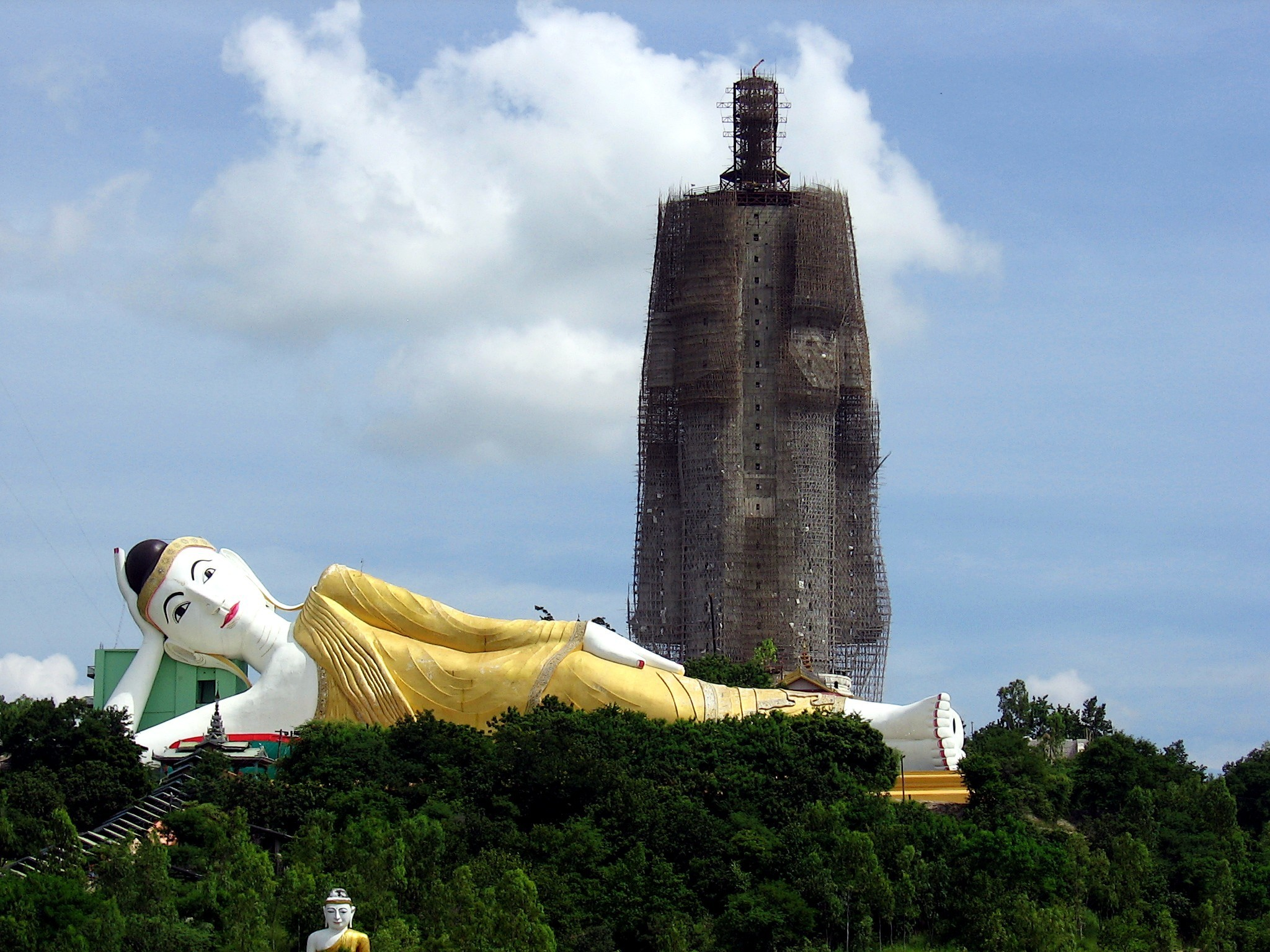
Die Statue im Rohbau 2007

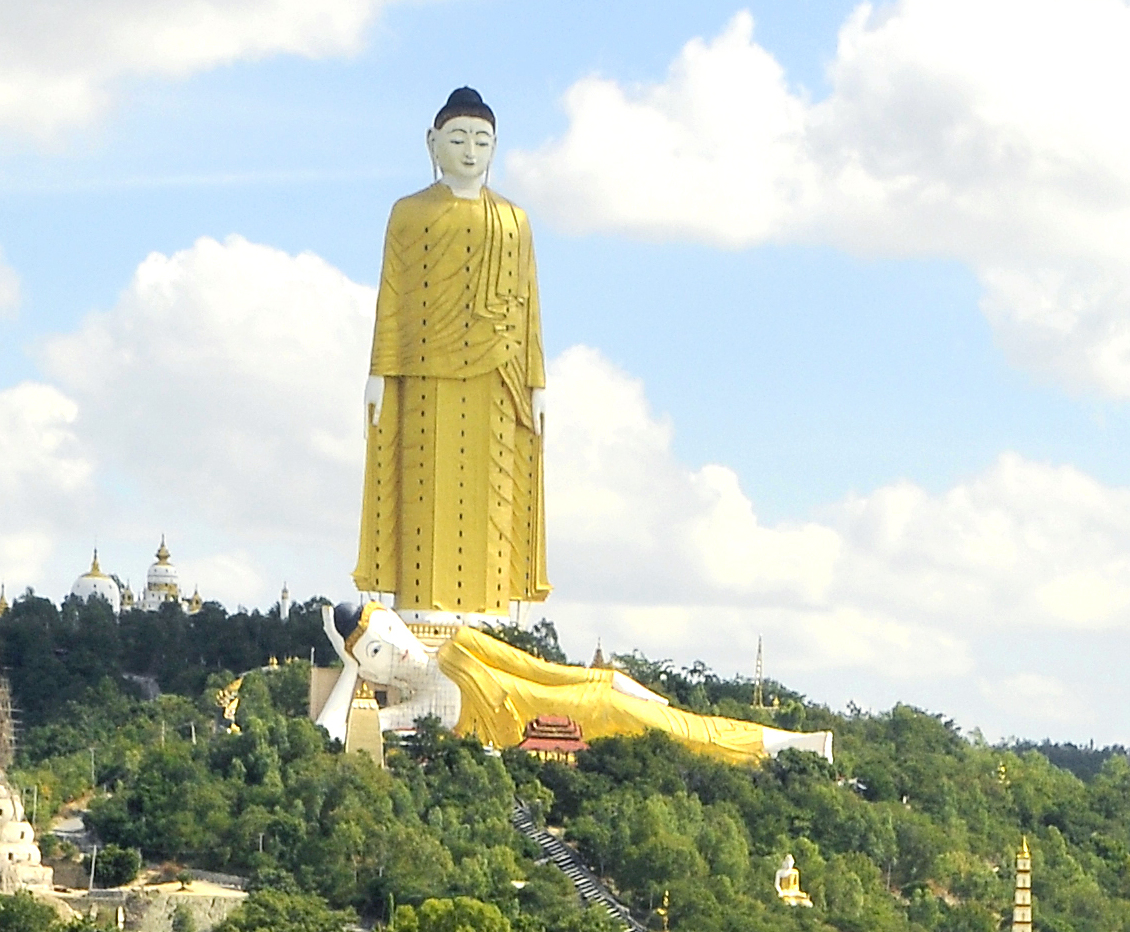
Die Statue im Dezember 2014